# Хуан Антоніо Родрігес (тенісист)
Хуан Антоніо Родрігес (ісп. Juan Antonio Rodríguez; нар. 5 травня 1962) — колишній іспанський тенісист.
Найвищу одиночну позицію світового рейтингу — 140 місце досяг 4 серпня 1986, парну — 150 місце — 29 липня 1985 року.

## Титули на челленджерах

### Одиночний розряд: (1)
| Ранг | Рік  | Турнір           | Покриття | Суперник      | Рахунок       |
| ---- | ---- | ---------------- | -------- | ------------- | ------------- |
| 1.   | 1986 | Ганко, Фінляндія | Ґрунт    | Ян Гуннарссон | 2–6, 6–1, 6–2 |